# Фернан-Нуньєс
Фернан-Нуньєс (ісп. Fernán-Núñez) — муніципалітет в Іспанії, у складі автономної спільноти Андалусія, у провінції Кордова. Населення — 9736 осіб (2010).
Муніципалітет розташований на відстані близько 320 км на південь від Мадрида, 24 км на південь від Кордови.

## Демографія
Динаміка населення (INE ):

## Галерея зображень

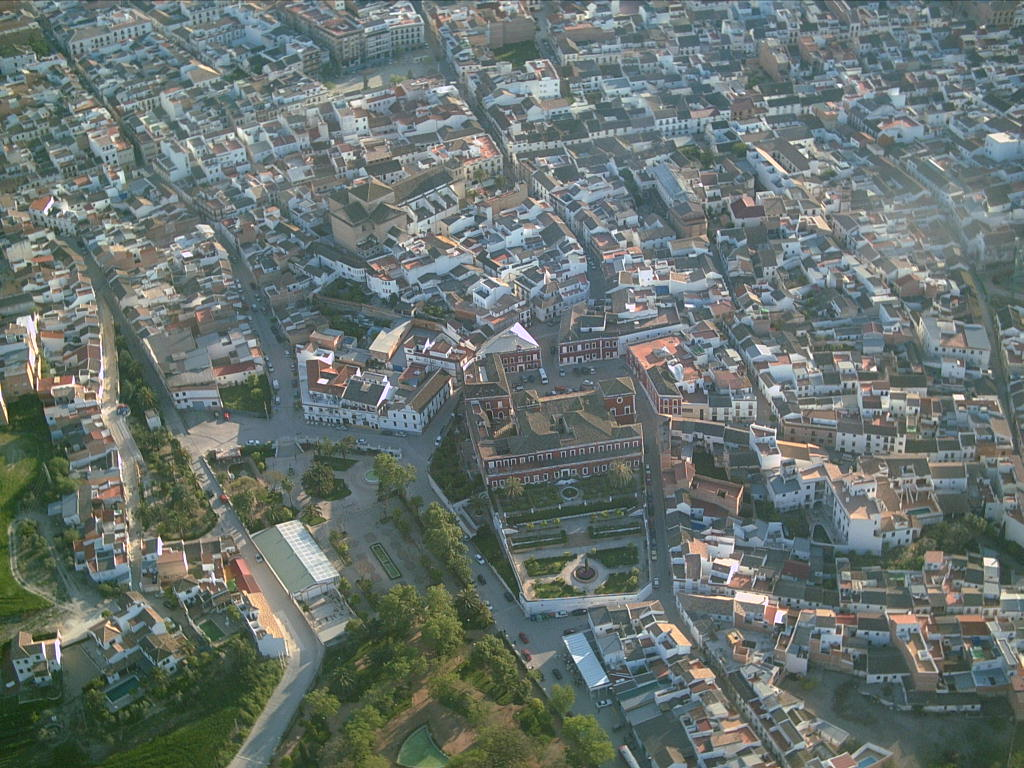
Вид згори
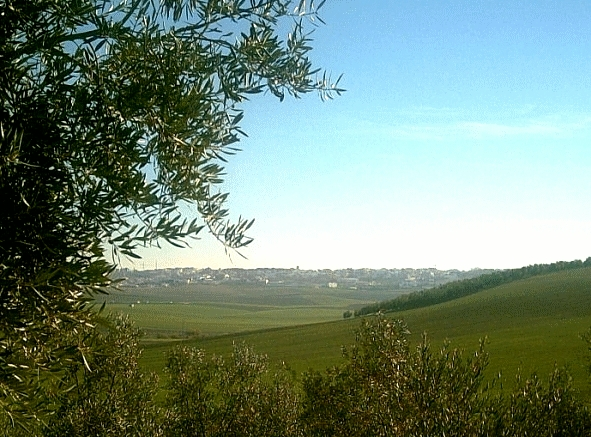
Панорама
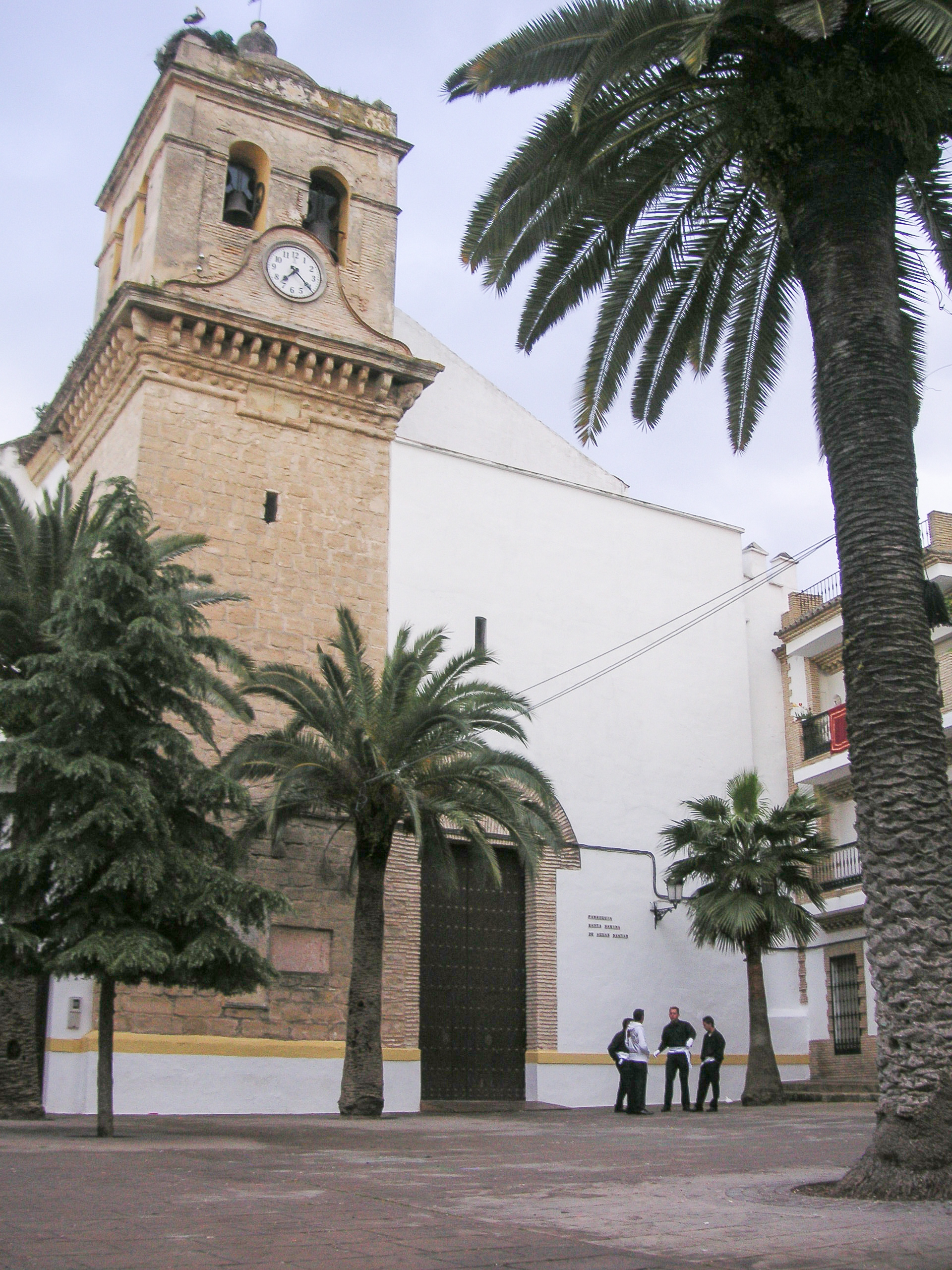
Церква Санта-Маріна